# Hiroshi Teshigahara
Hiroshi Teshigahara (勅使河原 宏 ''Teshigahara Hiroshi''?, 28 de enero, 1927 - 14 de abril, 2001) fue un director de cine de vanguardia de origen japonés.
Nació en Tokio, hijo de Sofu Teshigahara, fundador y maestro de la Escuela Sogetsu de ikebana. En 1950 se graduó en pintura de la Universidad Nacional de Bellas Artes y Música de Tokio. Su carrera cinematográfica se inició en 1953 y dirigió su primer largometraje El escollo (Otoshiana, 1962) en colaboración del escritor Kōbō Abe y el compositor Tōru Takemitsu. La película ganó el Premio a nuevo a director de la NHK, y a lo largo de la década de 1960, Teshigahara continuó colaborando con Abe y Takemitsu en la filmación de nuevas películas, mientras simultáneamente perseguía otros intereses como la escultura o convertirse en maestro del arte floral japonés ikebana.  En El Escollo basaría La cara de otro (Tanin no kao, 1966), y El hombre sin mapa (Moetsukita chizu, 1968).
En 1965, su película La mujer de la arena (Suna no onna, 1964) logró catapultarse a nominaciones nacionales e internacionales incluyendo la nominación al Óscar a la mejor película de habla no inglesa o el premio especial del jurado en el Festival de Cannes. En 1972, trabajó con el investigador y traductor japonés John Nathan para la película Summer Soldiers.
Desde mediados de 1970 en adelante, trabajó con menor frecuencia en largometrajes concentrándose en los documentales, destacando Antonio Gaudí, documental sobre la vida del arquitecto español que provocó una oleada de interés en todo Japón.
Desde 1980 fue director de la Escuela de Ikebana de Sogetsu hasta el día de su muerte,  el 14 de abril de 2001 víctima de un mal sanguíneo.

## Filmografía
Completa filmografía de Hiroshi Teshigahara:
- Hokusai (北斎) (1953)
- 12 Fotógrafos (十二人の冩真家) (1955)
- Ikebana (いけばな) (1956) o 蒼風とオブジェ　いけばな (1957) - director y guion
- 有楽町０番地 (1958) - guion
- Tokyo1958 (東京1958) (1958)
- 海は生きている (1958) - arte
- José Torres (ホゼー･トレス) (1959) - director y rodaje
- Trampa (おとし穴) (1962) - director
- La mujer de la arena (砂の女) (1964) - director
- Blanca Mañana (白い朝) (1965)
- José Torres Part II (ホゼー･トレス Part II) (1965)
- La Cara de Otro (他人の顔 Tanin no Kao) (1966) - director
- Bakusou (爆走) (1966)
- インディレース　爆走 (1967) - productor
- El hombre sin mapa (燃えつきた地図 Moetsukita Chizu)(1968) - director
- 240 horas en un día (1日240時間) (1970)
- Summer Soldiers (サマー・ソルジャー) (1972) - director, planificación y rodaje
- Warera no Shuyaku (われらの主役) (1977) - película de televisión
- Shin Zatouichi - Episodio: Viaje de Arco Iris (新座頭市「虹の旅」) (1978) - película de televisión
- Shin Zatouichi - Episodio: Viaje de Sueños (新座頭市「夢の旅」) (1978) - película de televisión
- Escultura Mouvante - Jean Tinguely (動く彫刻 ジャン･ティンゲリー) (1981)
- Antonio Gaudí (アントニー・ガウディー) (1984) - director, productor y edición
- Rikyu (利休) (1989) - director, productor y guion
- Princesa Goh (豪姫) (1992)  - director, productor y guion

## Premios y distinciones
Premios Óscar
| Año  | Categoría                          | Película             | Resultado |
| ---- | ---------------------------------- | -------------------- | --------- |
| 1965 | Mejor película de habla no inglesa | La mujer de la arena | Nominado  |
| 1966 | Mejor director                     | La mujer de la arena | Nominado  |

Festival Internacional de Cine de Cannes
| Año  | Categoría              | Película             | Resultado |
| ---- | ---------------------- | -------------------- | --------- |
| 1964 | Gran Premio del Jurado | La mujer de la arena | Ganador   |